# Mecze reprezentacji Polski w piłce siatkowej kobiet w Pucharze Wielkich Mistrzyń

## Mecze Polski

### Puchar Wielkich Mistrzyń 2005
| Nr | Przeciwnik        | Miejsce | Data         | Wynik (Polska-przeciwnik)               | Impreza  | Raport |
| -- | ----------------- | ------- | ------------ | --------------------------------------- | -------- | ------ |
| 1  | Japonia           | Tokio   | 15 listopada | 3:2 (25:19, 18:25, 16:25, 26:24, 15:12) | I runda  |        |
| 2  | Brazylia          | Tokio   | 16 listopada | 0:3 (24:26, 18:25, 21:25)               | I runda  |        |
| 3  | Stany Zjednoczone | Nagoja  | 18 listopada | 1:3 (20:25, 21:25, 20:25, 19:25)        | II runda |        |
| 4  | Korea Południowa  | Nagoja  | 19 listopada | 2:3 (24:26, 25:17, 18:25, 25:15, 11:15) | II runda |        |
| 5  | Chiny             | Nagoja  | 20 listopada | 1:3 (25:17, 17:25, 19:25,20:25)         | II runda |        |

## Bilans spotkań według krajów
| Lp.   | Reprezentacja     | Liczba meczów | Wygrane | Wygrane | Wygrane | Przegrane | Przegrane | Przegrane | Bilans meczów wygrane:przegrane | Bilans setów wygrane:przegrane |
| Lp.   | Reprezentacja     | Liczba meczów | 3:0     | 3:1     | 3:2     | 2:3       | 1:3       | 0:3       | Bilans meczów wygrane:przegrane | Bilans setów wygrane:przegrane |
| ----- | ----------------- | ------------- | ------- | ------- | ------- | --------- | --------- | --------- | ------------------------------- | ------------------------------ |
| 1     | Brazylia          | 1             | -       | -       | -       | -         | -         | 1         | 0:1                             | 0:3                            |
| 2     | Chiny             | 1             | -       | -       | -       | -         | 1         | -         | 0:1                             | 1:3                            |
| 3     | Japonia           | 1             | -       | -       | 1       | -         | -         | -         | 1:0                             | 3:2                            |
| 4     | Korea Południowa  | 1             | -       | -       | -       | 1         | -         | -         | 0:1                             | 2:3                            |
| 5     | Stany Zjednoczone | 1             | -       | -       | -       | -         | 1         | -         | 0:1                             | 1:3                            |
| Razem | Razem             | 5             | 0       | 0       | 1       | 1         | 2         | 1         | 1:4                             | 7:14                           |

Aktualizacja po PWM 2005.

## Bilans spotkań według edycji
| Rok   | Edycja | Miejsce | Liczba meczów | Zwycięstwa | Porażki | Sety | Trener           |
| ----- | ------ | ------- | ------------- | ---------- | ------- | ---- | ---------------- |
| 2005  | IV     | 4.      | 5             | 1          | 4       | 7:14 | Andrzej Niemczyk |
| Razem | Razem  | Razem   | 5             | 1          | 4       | 7:14 |                  |